# Rita, Sue and Bob Too
Rita, Sue et Bob Too est une comédie britannique réalisée par Alan Clarke en 1987

## Synopsis
Rita et Sue sont lycéennes issues de familles pauvres dans une petite ville du Yorkshire. Elles font un peu de baby-sitting pour se faire un peu d'argent chez Bob et Michelle. Un soir en les raccompagnant, Bob leur propose de leur faire l'amour, elles acceptent et sont enchantées. Un jour Michelle trouve un préservatif dans la poche de Bob et commence à avoir des soupçons. Bob lui reproche alors sa froideur mais nie avoir des relations avec les deux jeunes filles. Au cours d'une fête, une amie de Michelle voit Bob s'amuser avec Rita et Sue, l'amie le rapporte à Michelle, s'ensuit une crise où tout le monde se dispute. Finalement Michelle quitte le domicile conjugal. Rita qui est tombée enceinte s'installe alors avec Bob. Sue dépitée se rapproche alors d'Aslam, un jeune pakistanais, et s'en va habiter chez la sœur de ce dernier ; celui-ci au début est doux et prévenant, mais le jour ou Bob raccompagne Sue après avoir visité Rita à l'hôpital où elle a fait une fausse couche, il devient jaloux, et brutal. Quelques jours après Aslam emmène de force Rita chez lui pour la confronter à Sue. L'homme ne contrôlant plus sa violence, Rita le met hors de combat en lui frappant du pied dans les parties. Sue emmène Rita chez Bob et signale à ce dernier qu'elle sera désormais leur locataire. Elle informe aussi Bob qu'elles coucheront toutes les deux ensemble, ce qu'elles font, mais quand Bob monte voir, elles l'attendaient toutes les deux dans le lit.

## Fiche technique
- Réalisateur : Alan Clarke
- Producteur : Oscar Lewenstein et Sanford Lieberson
- Scénario : Andrea Dunbar
- Musique : Michael Kamen
- Photographie : Ivan Strasburg
- Genre : Comédie
- Pays de production :  Royaume-Uni
- Langue : Anglais
- Durée : 89 minutes
- Date de sortie
  - Royaume-Uni : 29 mai 1987
  - France : 16 septembre 1987

## Distribution
- Siobhan Finneran : Rita
- Michelle Holmes : Sue
- George Costigan : Bob
- Lesley Sharp : Michelle
- Kulvinder Ghir : Aslam
- Willie Ross : Kevin, le père de Sue
- Danny O'Dea : Paddy
- Maureen Long : la mère de Rita
- Patti Nichols : la mère de Sue
- David Britton : un frère de Rita
- Mark Crompton : un frère de Rita
- Stuart Googwin : un frère de Rita
- Andrew Krauz : un frère de Rita
- Simon Waring : un frère de Rita
- Joyce Pembroke : Le voisin très curieux
- Jane Atkinson : Helen
- Bryan Heeley : Michael
- Paul Oldham : Lee
- Bernard Wrigley : Le prof
- Dennis Conlon : Le chauffeur de taxi
- Black Lace (band) : eux-mêmes
- Nancy Pute : Mavis
- Paul Hedges : Hosepipe Harry
- Kailash Patel : la sœur d'Aslam

## Critique
Rita, Sue… ressemble aux fantasmes d'un téléspectateur qui en a soupé des téléfilms (les cahiers du cinéma).